# Xuân Thân quân
Xuân Thân quân (chữ Hán: 春申君; ? - 238 TCN), tên thật Hoàng Yết (黄歇), là một trong Chiến Quốc tứ công tử nổi tiếng thời Chiến Quốc, là một khanh đại phu và là Lệnh doãn ở nước Sở trong lịch sử Trung Quốc, ông phụ tá thời Sở Khảo Liệt vương.
Trong 4 vị công tử, ông là người duy nhất không phải dòng dõi quý tộc chư hầu. Tuy nhiên, Hoàng Yết cũng là dòng dõi thế gia tại nước Sở.

## Cứu Thái tử
Hoàng Yết bắt đầu xuất hiện trên chính trường năm 263 TCN. Ông phụng mệnh Sở Khoảnh Tương vương đi sứ nước Tần. Lúc đó, vua Sở đang ốm nặng, Thái tử Hùng Nguyên làm con tin ở nước Tần chưa được về. Trước đó, Sở Hoài vương đã đến hội với nước Tần cũng từng bị nước Tần bắt giữ, sau này phải chết ở nước ngoài. Vì vậy, nếu Thái tử Hùng Hoàn xin Tần Chiêu Tương vương cho về sẽ bị bắt giữ để khống chế nước Sở.
Hoàng Yết nghĩ cách cứu Thái tử về nước. Ông bày kế cho Thái tử hóa trang làm người đánh xe của mình, còn người đánh xe ngồi vào trong giả làm Hoàng Yết. Bản thân Hoàng Yết ở lại thay thế Thái tử. Thái tử Hùng Hoàn cùng người đánh xe lẳng lặng giả làm sứ giả nước Sở trở về nước, lẻn trốn thoát ra khỏi cửa Hàm Cốc về nước Sở.
Ba tháng sau, Sở Khoảnh Tương vương chết, Hùng Hoàn lên nối ngôi, tức là Sở Khảo Liệt vương. Tần Chiêu Tương vương biết là chủ ý vụ bỏ trốn của Thái tử do Hoàng Yết sắp đặt nên định bắt ông tự sát. Tuy nhiên, thừa tướng nước Tần là Phạm Thư khuyên vua Tần thả ông về để nước Sở mang ơn nước Tần, do đó nước Sở sẽ không chống Tần mạnh.
Tần Chiêu Tương vương nghe theo, bèn thả Hoàng Yết trở về nước.

## Hợp tung với chư hầu
Sở Khảo Liệt vương ơn ông cứu mạng, bèn phong ông làm Thừa tướng nước Sở, hiệu là Xuân Thân quân. Mọi việc lớn trong nước đều do ông đảm nhiệm. Hoàng Yết nắm quyền lớn ở Sở bèn hưởng ứng việc liên minh với chư hầu chống Tần.
Năm 258 TCN, nước Triệu sau thảm bại ở trận Trường Bình lại bị nước Tần vây bức, bèn cầu cứu Sở và Ngụy. Sở Khảo Liệt vương sai ông cầm quân cứu Triệu. Tuy nhiên, Hoàng Yết không dám đối địch với quân Tần, ông chỉ cho quân đóng từ xa phô trương thanh thế. Nước Triệu sau đó phải nhờ Tín Lăng quân Ngụy Vô Kỵ lấy trộm binh phù của vua Ngụy mới nắm được quân đội và đánh lui quân Tần, cứu được nước Triệu.
Năm 247 TCN, nước Ngụy bị Tần vây, Ngụy An Ly vương lại cầu cứu Sở. Hoàng Yết lại cầm quân đi cứu Ngụy nhưng cũng không giao chiến với quân Tần. Đến khi Tín Lăng Quân ở Triệu trở về Ngụy cầm quân mới đánh lui được quân Tần, giải cứu nước Ngụy.
Năm sau, ông tham gia hợp tung do Tín Lăng Quân đứng đầu chống Tần, tuy nhiên cuộc ra quân của các nước Sở, Ngụy, Triệu không thu được kết quả mà nhanh chóng tan rã do thực lực của các chư hầu so với nước Tần rất chênh lệch; một số nước chư hầu, trong đó có nước Sở, không dám đối địch với quân Tần mà rút lui trước nên các đạo quân kia bị cô lập.
Năm 241 TCN, tướng Bàng Noãn nước Triệu lại khởi xướng việc hợp tung, tôn Sở Khảo Liệt vương làm "Tung ước trưởng". Hoàng Yết lại cầm quân đi đánh Tần. Liên quân 5 nước Sở, Hàn, Triệu, Ngụy, Yên đánh đến cửa Hàm Cốc, tới thành Diêm Thị thì bị quân Tần đánh bại, phải rút về.

## Xây dựng quốc gia
Xuân Thân quân học theo Mạnh Thường quân, Bình Nguyên quân và Tín Lăng quân, cũng nuôi môn khách trong nhà. Ông cũng có hàng ngàn môn khách, trở thành nổi tiếng trong chư hầu. Dù không phải dòng dõi quý tộc nhưng ông cũng được xếp cùng các công tử nước Tề, Triệu, Ngụy gọi là Chiến Quốc tứ công tử.
Thế lực nước Tần càng lớn mạnh, nước Sở và các chư hầu liền kề như Hàn, Triệu, Ngụy bị uy hiếp nặng nề. Hoàng Yết nghe theo kiến nghị của môn khách là Chu Anh, khuyên vua Sở dời đô về Thọ Xuân để tránh xa nước Tần. Đồng thời, ông trả lại đất phong của mình ở Hoài Bắc cho vua Sở để làm bình phong cho kinh đô mới Thọ Xuân. Sở Khảo Liệt vương bèn đổi Hoài Bắc thành quận huyện trực thuộc, lấy vùng Giang Đông, gồm một dải Tô Châu phong cho Hoàng Yết.
Ông sửa sang lại cung điện của Ngô vương Phù Sai trước đây để làm dinh thự. Sau đó ông đào sông Tùng Giang. Hạ lưu sông Tùng Giang lúc đó có tên mới là Hoàng Yết phố (bến Hoàng Yết). Sau này ba chữ Hoàng Yết phố dần dần biến thành Hoàng Phố Giang (sông Hoàng Phố).
Năm 256 TCN, Xuân Thân quân mang quân đi tiêu diệt nước Lỗ, mở mang đất nước Sở về phía bắc, chiếm phía nam Sơn Đông, giáp ranh với nước Tề. Ông cho thuộc hạ là Tuân Huống (tức Tuân Tử) làm huyện lệnh Lan Lăng – trong vùng mới chiếm của nước Lỗ.
Dưới sự điều hành của Hoàng Yết, nước Sở trở nên giàu mạnh.

## Mưu làm Lã Bất Vi
Sở Khảo Liệt vương cao tuổi mà không có con nối nghiệp. Hoàng Yết có người thiếp là Lý thị đã có mang, bèn mưu tính như Lã Bất Vi nước Tần, mang Lý thị dâng cho vua Sở để hy vọng về sau con mình sẽ làm Sở vương. Lý thị sinh được con trai là Công tử Hàn, được Sở Khảo Liệt vương lập làm Thái tử.
Anh Lý thị là Lý Viên (李園), vốn là thủ hạ dưới quyền Hoàng Yết, nhờ em gái là vợ vua, cũng được lọt vào giữ quyền cung cấm. Năm 238 TCN, Sở Khảo Liệt vương chết, Xuân Thân quân toan vào cung lập con mình lên ngôi, môn khách Chu Anh (朱英) khuyên ông nên phòng bị vì Chu Anh ngờ vực Lý Viên muốn phản ông. Tuy nhiên Hoàng Yết không nghe lời Chu Anh, tự mình vào cung. Chu Anh thấy ông không nghe lời mình bèn bỏ trốn.
Lý Viên phục binh trong cung, đợi Hoàng Yết đi vào bèn giết chết ông. Hoàng Yết làm thừa tướng 25 năm, không rõ bao nhiêu tuổi. Thái tử Hàn con ông mới lên 7 tuổi được lập lên ngôi, tức là Sở U vương. Khoảng 15 năm sau, nước Sở bị nước Tần tiêu diệt.

## Phụ chú
1. ↑  Vì vua Ngụy cũng sợ Tần nên không cho Vô Kỵ đi đánh, Vô Kỵ phải làm trái phép vua.
2. ↑  Ngụy Vô Kỵ trộm binh phù của vua, sợ tội phải ở lại Triệu. Vua Nguỵ gặp nguy đành phải cầu cứu
3. ↑  Huyện Thọ, tỉnh An Huy, Trung Quốc.
4. ↑  Năm 473 TCN, Việt diệt Ngô; năm 334 TCN Sở lại diệt Việt, nên đất Ngô thuộc về Sở
5. ↑  Thượng Hải hiện nay.